# André von Zombori-Kún

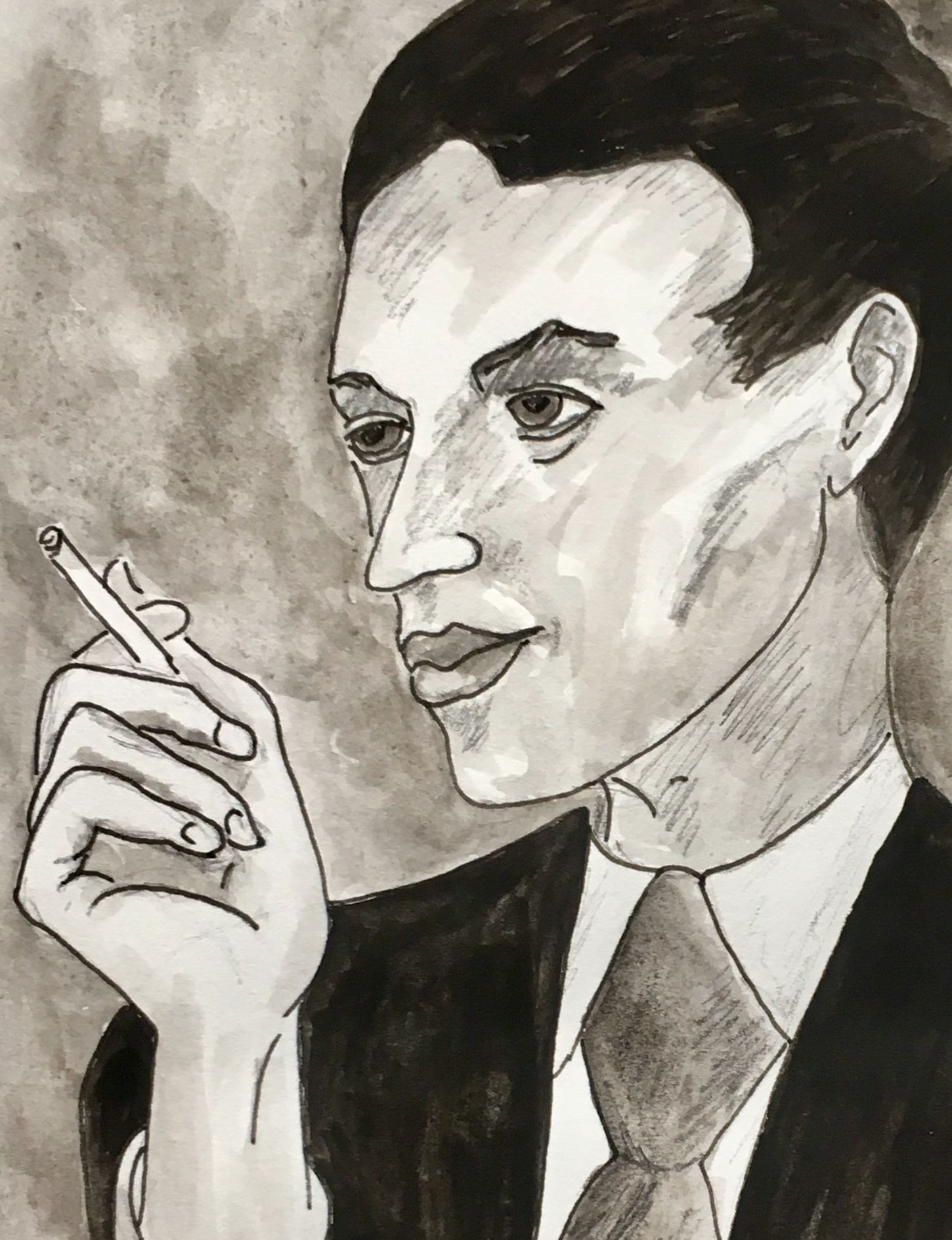
Andor Z. Kún (1920)

André von Zombori-Kún (* 30. August 1898 in Budapest; † 29. Januar 1935 in Budapest) war ein aus Österreich-Ungarn stammender Kapellmeister, Komponist, Theaterkritiker und Schriftsteller. Er veröffentlichte Sachtexte unter seinem vollen Namen, während seine künstlerischen Werke unter dem Namen André von Kún bzw. im Ungarischen auch unter Andor Z. Kún erschienen.

## Leben
Kún wurde als Sohn jüdischer Eltern geboren. Sein Vater war der Kommissionär Vilmos Kohn, geb. 30. November 1866 in Breznóbánya (jetzt Slowakei). Seine Mutter war Ernesztin Kohn, geb. Eiser, geboren am 7. August 1877 in Budapest.
Am 30. September 1915 änderte er seinen Namen Kohn in Kun.
Kún besuchte ein Gymnasium in Budapest, wo ihn sein Lehrer Lajos Ady (1881–1940), beeinflusst hat. Lajos Ady betätigte sich u. a. als Schriftsteller. Schon als Jugendlicher war Kún erstmals Redakteur einer zu Hause gestalteten kleinen Wochenzeitung namens „Pesti Revü“. Er hielt sich oft im Liget, einem Vergnügungsviertel in Budapest auf. Dort gab es die „Szabad Szinpad“ (Freie Bühne), die er oft besuchte. Er schrieb Artikel für die kleine Zeitschrift „Ligeti Újsák“, hrsg. von Ernö Kaposi.
1914–1915 hielt sich Kùn in Zürich (Schweiz) auf, um dort bei Ernst Isler (1879–1944) an der Musikakademie Zürich zu studieren. Er wurde Korrespondent für „Pesti Hetilap“, um kostenlose Karten für das Theater in Zürich zu bekommen. Er schrieb auch Operettenkritiken für die Schweizerische Musikzeitung und setzte sich für das Genre der Operette ein. Ab 1915 schrieb er Artikel für den Berliner Theater-Courir. Ab 1916 lebte er wieder in Budapest. Im Ersten Weltkrieg kämpfte Kún für Österreich-Ungarn als einjährig Freiwilliger im Infanterieregiment „Alfons XIII. König von Spanien“ Nr. 38 als Mitglied einer Maschinengewehrabteilung. 1917 hielt er sich eine Zeitlang in einem Militärkrankenhaus in Koliszvár auf. Er lernte dort Sándor Tóth, den Redakteur der Zeitschrift Szinház és Taraság (Theater und Gesellschaft) kennen und schrieb für das Blatt. Im September 1918 war er als Redakteur für die neu gegründete Regimentszeitung tätig, die den Titel Mollináry-Ujság trug. Die erste Nummer enthielt von ihm verfasste Zeit- und gelegenheitsgemäße Aufsätze.  Gemäß einem in der „Deutschen Presse“ erschienen Nachruf, leistete Kún als Honved-Offizier 4 Jahre lang Kriegsdienst und half dann „sein Land von bolschewistischen Terror zu befreien.“
Nach dem Ersten Weltkrieg war Kún zunächst in Budapest tätig und erlangte Ruhm als Komponist. 1922 schrieb er zu einem Text von István Tyrnauer die Operette „Die rätselhafte Tänzerin“ (A rejtélyes táncosnő), die vom damaligen Ensemble des Burgtheaters etwa ein Jahr lang aufgeführt wurde. Die frische, kreative, neuartige Opernmusik erregte damals lebhaftes Interesse. Er schrieb auch originelle Kabarett- und Tanzlieder, teilweise zu eigenen Texten, und nicht wenige von ihnen waren so populär, dass sie sogar auf der Straße gesungen wurden.
Andor Z. Kún war ein Theaterliebhaber und gab ein Buch mit dem Titel „Bühne, du bist mein Ideal“ heraus. Außerdem gab er 1920 ein Wochenblatt mit dem Titel „Revü“ und 1923 mit dem Titel „Műsor-Revü“ (Programm-Revue) heraus, das sich vorwiegend mit Theaterereignissen beschäftigte. Ab 1917 war er als Korrespondent für die Neue Zürcher Zeitung tätig. Er komponierte unter dem Namen Andor Z. Kún mindestens 85 verschiedene Musikstücke, einen Friedensmarsch (Béke induló), die Musik für den Stummfilm „Beszéljen a papával“ (1922) und eine Gesangsposse. Gleichzeitig war er aber auch als Theaterkritiker tätig. Für die Zeitschrift „A Hét“ (Die Woche) schrieb er 1920 und 1921 drei Kritiken zu den Operetten San Toy, Yu-shi, Búzavirág, und A Bálkirályné. Er schrieb außerdem zahlreiche Beiträge für die ungarische Zeitschrift Ország-Világ und war mit dem Herausgeber Zsigmond Falk (* 30. März 1870 bis 15. Februar 1935) befreundet. Falk war auch als Musikkritiker tätig und gab außerdem die Musikzeitschrift „Magyar Dal“ heraus. In einem mit einem Porträtfoto und einem Abdruck seiner Komposition „Drágám!“ illustrierten Artikel über Kún (vom 26. September 1920 in Ország Világ) schreibt Falk, dass sich Kún in die Garde der hervorragenden jungen Autoren einreihen würde. Er sei ein brillanter junger Komponist, der es bald mit Musikern auf der ganzen Welt zu tun haben werde. Kún habe kürzlich eine fantastische Operette in drei Aufzügen mit dem Titel „Die Nordpolfahrt“ fertiggestellt, die in Berlin aufgeführt werden solle.
Am 21. November 1922 heiratete Kún die gerade geschiedene Erzsébet Nagy, geb. am 8. August 1899 in Budapest. Seine Frau war christlich getauft, daher ist er dann wohl auch später zum Christentum konvertiert
Um 1924 nahm er eine Stelle als Kapellmeister in Görkau (Tschechoslowakei), dem heutigen Jirkov in Tschechien an. Das deutschsprachige Theater mit 700 Zuschauerplätzen war ein Saisontheater. Bei seiner Tätigkeit als Theaterdirigent soll Kún sich geweigert haben, die Tschechische Nationalhymne zu dirigieren. Als er noch dazu einem schlecht singenden Tenor vor einer Operettenaufführung den Dirigentenstab an den Kopf warf, wurde er fristlos entlassen. Um 1925 war er als Musikdirektor des Victoria Theaters in Breslau, das hauptsächlich Operetten aufführte tätig. Das von ihm komponierte Märchenstück „Walpurgisnacht“ wurde 1925 unter seiner musikalischen Leitung und unter szenischer Leitung des Direktors Gustav Büttner an diesem Theater uraufgeführt. Es handelt sich um eine Operetten-Variante von Shakespeares Sommernachtstraum. Kún widmete das Stück Franz Lehár. Die Handlung spielt im Märchenreich, in das sich ein Mensch verirrt. Kún knüpfte Verbindungen zu dem Berliner Apollo Musikverlag Lincke & Rühle an, dessen Direktor Obermayer 1926 nach Budapest fuhr, um ungarische Operetten einzukaufen. Der Verlag zeigte großes Interesse an Kúns Walpurgisnacht und an seinem „pensionierten Amor“ (B-listás Ámor) und wollte beide Operetten in Deutschland zur Aufführung bringen. Kún war wohl bis 1927 als Kapellmeister tätig.
Er ging um 1929 nach Berlin und betätigte sich bei mehreren ausländischen Zeitungen als Theaterkritiker (Feuilleton und Lokaldienst). Von 1929 bis 1935 wurde er als Chefredakteur im Adressbuch Berlin regelmäßig erwähnt. Er schrieb unter anderem für die Berliner Zeitung „Der Jungdeutsche“ mehrere Artikel über ungarische Politik und Ungarns Kulturmission (1931). In dieser Zeitung erschien außerdem ab 12. November 1931 sein Roman „Prasok“ als Zeitungsroman in mehreren Folgen. In der jungdeutschen Monatsschrift „Der Meister“ und der Monatsschrift „Nachbarschaft“ veröffentlichte er ebenfalls Artikel. Er war mit dem Chefredakteur des „Jungdeutschen“, Kurt Pastenaci befreundet. Er wohnte zunächst am Nürnberger Platz 5 und zog 1932 um an den Hohenzollerndamm 201. Er trat als Schriftsteller mehrfach hervor. 1932 trug er in der Dichterstunde der Deutschen Welle eigene Arbeiten vor. Er arbeitete an der expressionistischen Zeitschrift „Der Sturm“ mit. Im „Sturm“ erschienen von ihm 1932 drei kleinere Beiträge. Nachdem Herwarth Walden ab 1932 „Den Sturm“ in die Monatsschrift „Der Durchbruch“ umgewandelt hatte, war Kún dort 1932 als Chefredakteur tätig. Ab Heft 4 übernahm er von Walden, der nach Moskau ging, die Herausgeberschaft für den „Durchbruch“, die gleichzeitig einen neuen Untertitel erhielt. Ab Heft 8 wurde „Der Durchbruch“ vom Generalsekretariat der Internationalen Anti-Tuberkulose-Liga (IATL) herausgegeben, 1933 wurde Joachim König dort Chefredakteur.
Kún hielt sich ab 1933 öfter in der Wohnung seiner Eltern in der Horthy Miklós út 9 (jetzt Bartók Béla út) im XI. Bezirk Budapests auf, zumal die berufliche Perspektive für ihn als ungarischer Jude in Berlin immer schwieriger wurde. In der Kartei der Reichskulturkammer war vermerkt worden, dass er Jude sei.
Anfang des Jahres 1935 reiste er, wohl weil sein väterlicher Freund Zsigmond Falk im Sterben lag, wieder nach Budapest. Er starb dort am 29. Januar an Herzschwäche in einem Krankenhaus im 8. Bezirk. Er wurde am 31. Januar 1935 um halb drei Uhr am Nachmittag auf dem Budapester Friedhof in Farkasrét beigesetzt. Kúns Vater starb ca. 1938. Kúns Mutter lebte noch bis 1944 in der Horthy Miklós Ut. 9, die sie gemeinsam mit ihrem Mann 1924 bezogen hatte. Sie wohnte dort laut dem Zensusblatt von 1941 zusammen mit einer Krankenschwester und einem Untermieter. 1944 wurde sie dann aber als Jüdin gezwungen, in eine Judenwohnung umzuziehen. Ihr weiteres Schicksal ist unbekannt.

## Kùn und der Nationalsozialismus
Kun hat den Zusammenbruch der KUK-Monarchie, den er als Soldat in Prag miterlebte als ein traumatisches Ereignis wahrgenommen. Der Vielvölkerstaat KUK-Monarchie verstand es, die unterschiedlichsten Interessen zu vereinheitlichen, er wirkte mäßigend auf den aufkommenden Nationalismus und stand auch für die Achtung von Minderheiten.
Den sogenannten Trianon-Frieden von 1920, in dessen Folge Ungarn als Folge der Niederlage 2/3 seiner Bevölkerung und ¾ seines Territoriums verlor (Kun) hat er dennoch als ungarischer Patriot als eine Schmach empfunden, die revidiert werden sollte.
Diese Einstellung kann man an seinen polemischen Kommentaren zur Tschechischen Revolution in seinem Roman Prasok, wie auch in einem Artikel über die Stimmung in Prag im Jahre 1933 deutlich erkennen. In beiden Texten liebäugelt er mit dem Gedanken, was passiert wäre, wenn der Pulverturm in Prag, der sich neben dem Repräsentantenhaus befindet damals in die Luft geflogen wäre (statt der KUK Monarchie).
„Die dumme k. K. Wirtschaft ist via Prag in die Luft geflogen (vielleicht trug die verhängnisvolle Nähe des Repräsentationshaus zum Pulverturm vieles dazu bei), und in den unzähligen oberen, unteren sowie mittleren Räumen des schönen Gebäudes sitzen ganz genau wie früher einmal, die tschechischen Sieger, Legionäre, Sokoln und -vermutlich- auch Deserteure. Nur dass sie jetzt auf die Minoritäten schimpfen!“
„Das Repräsentationshaus hat seinen Flaggenschmuck immer noch nicht abgelegt.
Die neuen Offiziere des neuen Staates sehen wie die Haderlumpen aus.
Der Pulverturm ist noch immer nicht in die Luft geflogen.“
Dieser Wut auf den tschechischen Staat ist denn wohl auch die Ursache dafür, dass er sich als Konzertmeister im tschechoslowakischen Görkau weigerte, die tschechische Nationalhymne zu spielen und dabei seine Entlassung hinnehmen musste.
Ohne Zweifel hat Kun wie viele andere ungarische Nationalisten geglaubt, dass das nationalsozialistische Deutschland den Ungarn bei ihrem Ziel, der Revidierung des „Trianon Friedens“ behilflich sein würde.
Bereits 1929 formuliert er diese Gedanken in einem Leitartikel der konservativ nationalistischen preußischen Kronen Zeitung:
„Eine zielbewußte deutsche Außenpolitik dürfte diese Frage umso weniger vernachlässigen, als das Gebiet der ehemaligen Habsburg-Monarchie nun einmal die zum Orient führende Brücke der gesunden deutschen Expansion darstellt. (..) Ohne ungarische Revision, gibt es wie die Ereignisse des letzten Jahrzehnts klar und deutlich beweisen keine Stabilität und keine Ruhe im Donaubecken.“
Schließlich, als sich die „nationale Revolution“ in Deutschland vollzogen hatte, sah er sich dem Ziel vieler Ungarn, Großungarn wiederzuerlangen einen entscheidenden Schritt näher. Er schrieb in der deutschnationalen „Kärntner Heimatzeitung “:
„So könnte denn ein Zusammengehen der ungarischen Regierung mit den Nationalsozialisten wertvolle Ergebnisse zeitigen. Nennenswerte Gegensätze stünden dem umso weniger im Wege, als der Wunsch des NS Blocks, Ungarn möge als selbstzwecklicher Nationalstaat regiert werden, mit dem Programm des Regierungschefs übereinstimmt und auch der schärfste Kampf gegen Marxismus, Kommunismus, Korruption, Kulturbolschewismus und so weiter im nationalen Arbeitsplan von Gombös vorgesehen ist. Die Forderung auf Wiederherstellung von Großungarn mit den Grenzen von 1914 entspricht der Einstellung der Regierung sowie des Gesamtvolkes, dem die Heiligkeit und Unantastbarkeit der ungarischen Muttererde nicht nur ein leeres Schlagwort bedeutet. (...) Ausschlaggebend erscheint mir, dass Nationalismus und Nationalsozialismus in Ungarn ohne Schwierigkeiten „gleichgeschaltet“ werden könnten und früher oder später einander die Hände reichen dürften.“
Tatsächlich hat ja der Schulterschluss von Gombös mit Hitler letztendlich bewirkt, dass Ungarn einen Teil der verlorenen Gebiete zurückbekam, wenn auch nur bis zur Niederlage 1945. Kun war der Meinung, dass sich das nationalsozialistische Deutschland für nationale Minderheitenrechte in Europa einsetzen würde. Noch im Jahre 1934, als es schon erste Judengesetze gab, schreibt er in den Bremer Nachrichten unter dem Pseudonym Knud von Anders: „Jetzt, nach dem schmählichen Verrat Frankreichs an den Proklamationen seiner „großen Revolution“, nach dem Bündnis mit den Gewalthabern des roten Kreml, blicken alle diese entrechteten Nationen (Russlands) auf das junge Deutschland, dass die Betonung des eigenen und die Achtung des fremden Volkstums auf seine Fahnen geschrieben hat.“
Kun darf laut dem „Schriftleitergesetz“ selbst nicht mehr in Deutschland als Jude journalistisch tätig sein, dennoch sympathisiert er mit den Nationalsozialisten. Dieser Gegensatz ist schwer zu verstehen und nur damit zu erklären, dass er sich nicht als Jude empfand, sondern als „relativ reinrassiger Magyare“ und halber Deutscher. Dass er hiermit den rassistisch biologisch begründeten mörderischen Antisemitismus der Nationalsozialisten völlig übersah und verkannte, ebenso wie deren Selbstverständnis als „Herrenrasse,“ der sich alle Völker zu unterwerfen hätten (auch die Ungarn), gehört zu seiner persönlichen Tragik.

## Kún und Franz Lehár
Kún verehrte Franz Lehár. Bereits 1916 nahm er mit ihm brieflich Kontakt auf und schrieb über Lehár mehrere Musikkritiken. Lehár antwortete. Diese Briefe und Postkarten Lehars an Kún befinden sich heute im ungarischen Staatsarchiv In Budapest. Hieraus geht hervor, dass Kún Lehár bei mehreren Gelegenheiten persönlich gesprochen hat: „Falls die Frasquita in Budapest zur Aufführung gelangt habe ich zudem Gelegenheit, mit ihnen über die Sache eingehend zu sprechen.“ (13. November 1922). Am 1. Mai 1920 widmete er die gesamte Ausgabe seiner Zeitschrift Revue dem Werk Lehárs, der kurz zuvor seinen 50. Geburtstag gefeiert hatte. Lehár schickte ihm ein Telegramm und bedankte sich „für die liebevolle Gratulation und wunderschöne Aufmachung in ihrer Zeitung.“ In einem Brief an den „lieben Freund“ schrieb er: „für ihren Aufsatz über mich noch meinen ganz speziellen Dank. Sie haben so hübsch geschrieben, dass ich trotz meinen 50 Jahren noch erröten müsste, wenn ich nicht so ‚unbescheiden‘ wäre.“ Kún hatte bereits 1918 als junger Soldat den Plan, eine Lehár-Biographie zu schreiben, was dieser als verfrüht ablehnte: „vorläufig will ich lieber noch arbeiten. Feinde habe ich schon genug. Ich möchte nicht noch mehr haben! Sind sie nicht auch meiner Meinung?“ (3. August 1918). Kún schickte Lehár auch sein autobiographisches Buch „Te vagy az álmom.“ Lehár antwortete: „Habe es mit umso größerer Freude gelesen, da ich dadurch mehr Einblick in ihr Leben und Wirken gewonnen habe.“ (7. Februar 1921)
Am 22. April 1930 veröffentlichte Kún in der Zeitung „Riga am Sonntag“ einen offenen Brief an Franz Lehár anlässlich seines 60. Geburtstages und schließt mit den Worten, dass er ihn seit dreißig (!) Jahren unverändert bewundere und stets sein objektiver Kritiker gewesen sei.
Im April 1934 trifft Kún wohl das letzte Mal persönlich mit Lehár zusammen. Er dirigiert anlässlich eines Gala-Abends in der Königlichen Oper in Budapest seine „Giuditta“. Er gibt Kun ein Interview und schreibt handschriftlich eine Widmung an die Leser der Zeitung Nachbarschaft, in der Kuns Aufsatz Ton-Welt Nachbarschaft erscheint. Kún betont, dass das Charakteristische an Lehárs Musik die Dur-Moll Mischung sei, die wiederum alle menschlichen Gefühle zu einer Einheit verschmelze. (S. 3). Hört man sich Kúns Musik einmal an, so muss man feststellen, dass auch er diese Dur-Moll Mischung beherrschte, was besonders in Opus 30 und 85 auffällt. Kún kommt dann auf die völkerverbindende Internationalität von Lehár zu sprechen:
„Nur wenn die Menschen die Lehársche Musik hören, wenn sie seine Weisen erklingen hören in Berlin, Wien, Budapest (…) dann vergessen sie auf Minuten oder Stunden ihre Krisen, ihre Politik, ihre Parteiparolen, ihren Haß, und versinken wie eine einzige große Nachbarschaft in einem Tonmeer, dann sind sie alle Menschen aus Fleisch und Blut, die sich am liebsten die Hände reichen und sich am liebsten herzlich umarmen würden, um eine große Familie zu bilden, deren jedes Mitglied dem anderen zuflüstert und zujubelt: Dein ist mein ganzes Herz…“ (S. 5)
Kún schickte Lehár 1920 7 seiner Kompositionen (Opus 13, 27, 28, 30, 36, 38, 40) zur Beurteilung. Lehár kommentierte: hübsche Idee, flott ausgeführt (op. 28) oder: sehr gefällig und sangbar (Op. 30) und zu Opus 13. „flott im Rhythmus (etwas englisch geraten).“
Zu Kúns Operette Walpurgisnacht äußerte er sich am 20.4.24 etwas vorsichtiger. Es seien „gute Einfälle drin“. Er kritisiert jedoch mehrere musikalische Fehler, die Kún unterlaufen waren (z. B. Tenorstimme im Bassschlüssel). „Ich müsste ihr Feind sein, wenn ich sie auf alle diese Sachen nicht aufmerksam gemacht hätte.“
Als Kúns Frau sich nach dem Tod ihres Gatten an Lehár wandte, um einen Verleger für die Operette Walpurgisnacht zu finden, reagiert er eher reserviert und schätzt die Chance einer Veröffentlichung derzeit als äußerst gering ein: „Sie haben gewiss Klavierauszüge und Bücher davon, die derzeit im wahrsten Sinne des Wortes Makulatur Papier sind in ihrem Besitz.“ (18. Juni 1936).
In einem früheren Empfehlungsschreiben, das Kún, wie ich vermute, dem Musikverlag Lincke & Rühle vorgelegt hat (leider ohne Datum) äußerte sich Lehár allerdings sehr positiv zu den musikalischen Fähigkeiten Kúns:
„Herr André Z. Kún ist ein sehr begabter junger ungarischer Komponist, der mir schon mehrere Bühnenwerke zur Beurteilung sandte. Seine Kompositionen sind leicht, flüssig, melodiös und ich glaube, dass er absolut Fähigkeiten besitzt um, richtig geleitet, Erfolge auf dem Gebiet der Operette zu haben. Bitte seine Werke einer Prüfung zu unterziehen.“

## Inhaltsangabe der beiden Romane
„Prasok!“ (Epubli Verlag 2020)
Dieser expressionistische Roman spielt im Jahre 1918 in Prag, Wien und Budapest und schildert das Auseinanderbrechen des österreichischen Vielvölkerstaates und die Entstehung des tschechischen Nationalstaates vor dem Hintergrund einer unglücklichen Liebesgeschichte. Kún hat als junger k. u. k. Leutnant das Geschehen selbst erlebt und schildert es im Roman aus der Perspektive des jungen ungarischen Oberleutnants und Kommandeur einer Maschinengewehrabteilung Karl Ludwig Beregi. In einem Geheimtreffen der Sokoln (der tschechischen Nationalisten) erfährt er von den Umsturzplänen und erlangt Kenntnis von dem geheimen Losungswort „Prasok“ Es gelingt ihm aber nicht, den Umsturz zu stoppen, ebenso kann er den Selbstmord seiner Geliebten nicht verhindern.
Der Stil von Kúns Roman ist daher stark von expressionistischer Prosa wie z. B. derer von Alfred Döblin geprägt. Es gibt Parallelen zu Joseph Roths Roman Radetzkymarsch, der fast zeitgleich im Berliner Restaurant Mampes gute Stube entstanden ist.
Die Edition nach einem Sonderdruck von R. Boll (1932) wurde von Stephan Pastenaci herausgegeben und kommentiert.
Der Jazzdiktator (Verlag Der Sturm 1932)
In diesem Roman schildert Kún einen Jazzschlagzeuger, Gerbrecht Runge, der sich unsterblich in die Sängerin des Operettentheaters einer Provinzstadt verliebt. Da sie vermeintlich immer zu dem Flötisten schaut, beginnt er Flöte zu lernen, um ihre Gunst zu gewinnen. Als er schließlich als Flötist eingestellt wird, schaut die Sängerin wieder zu einem anderen Musiker, diesmal zu dem Saxofonisten. Gerbrecht meistert auch dieses Instrument und macht obendrein nach einer Tournee durch die USA Karriere. Wieder in der Provinzstadt zurückgekehrt, hat er zum ersten Male die Gelegenheit, seine Angebetete aus der Nähe zu betrachten und stellt fest, dass sie vorgealtert und gar nicht so schön ist, wie er sie in Erinnerung hatte. Ihre Vorliebe für die Flöte und das Saxofon war eine Illusion. Sie schielte und hat nur scheinbar diese Personen fixiert. Gerbrechts Liebestraum zerplatzt und er heiratet seine unbedeutende Verlobte um in die Bedeutungslosigkeit zurückzukehren, aus der er kam.
Der Roman ist „gewidmet allen Geschöpfen, die sich einbilden Persönlichkeiten zu sein. Die glauben, selbst ihr Schicksal lenken zu können. Also allen Traumjägern dieser Erde. Folglich: allen Mitmenschen.“ (Vorwort).
In beiden Romanen Kúns herrscht das Thema der Enttäuschung einer Erwartung vor, wobei das plötzlich hereinbrechende Schicksal (Prasok) bzw. die Zerstörung einer Illusion (Jazzdiktator) alle Pläne zunichtemacht.

## Journalistische und literarische Werke
- Z. Kun Andor: Magyar dekadencia. In: Bohémvilág vom 13. Dezember 1919, S. 3–4. (Der Artikel ist mit Z.K.A. gezeichnet.)
- Kùn, Andor Z.: Te vagy az àlmom …: egy szinhàzi iro visszaemlèkezesei, elöszo (Vorwort): Falk, Zsigmond. 86 p. Budapest: Dick, 1921 Budapest: Pesti Könyvny.
- Der Jazzdiktator. Komiktragödie eines Schlagzeugers. Berlin: Verlag Der Sturm 1932 (88 Seiten).
- „Prasok!“ Dreiländer Roman rund um ein Losungswort. Als Manuskript gedruckt (Privatdruck). Gesellschaft deutsche Presse. Berlin 1932. (38 Seiten). Neuedition, herausgegeben von Stephan Pastenaci, Epubli Verlag 2020
- Zombori-Kun, Andreas: Ungarische Rhapsodie. In: Der Meister, 7. Jg. Heft 3, Dez. 1931, S. 133–144.
- Ungarns „großer Plan“ in: Der Meister, Jungdeutsche Monatsschrift, Heft 3 (1932), S. 66–79.
- Welt-Ton Nachbarschaft. Versuch zu einer Léhar Studie, In: Nachbarschaft, Monatsschrift 9. Jahrgang Juli 1934, Heft 1 (1934), S. 1–6
- Deutsch-Magyarische Schicksalsgemeinschaft, In: Nachbarschaft, Monatsschrift, 9. Jahrgang 1934, Heft 5, S. 129–134
- André von Kún †: Zur Neuorientierung Europas, In: Nachbarschaft, Heft 9, März 1935, S. 264–270.

Weitere Schriften und Kurzgeschichten
- Ein sonderbarer Liebesvertrag, Zeitbild. In: Alpenzeitung Bozen vom 19. Juli 1929
- Der Flugzeugfahrstuhlführer meldet sich zur Stelle! Randbemerkungen zum neuesten Flugbauprojekt. In: Sudetendeutsche Volkszeitung, Erscheinungsjahr: 1930, Jahrgang: 19, Erscheinungsdatum: 26. Februar 1930, Nummer: 1264.
- Eine Braut ist vom Himmel gefallen. Humoreske. In: Alpenzeitung Bozen vom 27. Juli 1930, S. 6
- Mabel besteht die Feuerprobe, Skizze. In: Alpenzeitung vom 4. Oktober 1931
- Wer anderen eine Grube gräbt. Einer wahren Begebenheit nacherzählt. (Anekdote über Franz Lehar) In: Alpenzeitung vom 11. Dezember 1931
- Die Kunst dem Volke. In: Der Jungdeutsche 3. Februar 1932
- Das Hauskonzert. Satire. In: Der Jungdeutsche vom Sonntag, 26. Juni 1932
- Laseme lahutada! In: Romaan Nr. 8, Tallinn 1932 S. 274–275.
- Volare necesse est. In: Der Sturm Heft 2, 1932, S. 50. (online)
- Rampenrummel. In: Der Sturm Heft 3 1932, S. 90.
- Kräftige*s Mädchen lenkt Unterseeboot mit Medaillon. S. 87. (online)

Journalistische Artikel
- Die Entwicklung des Nachtflugwesens. In: Weser-Zeitung 18. April 1928
- Rumpfungarns Wehrmacht. In: Neue preußische Kreuz-Zeitung Berlin vom 19. März 1929 Gez. Andreas von Zombori
- Deutschland und die ungarische Revisionsfrage. In: Neue preußische Kreuz-Zeitung vom 28. April 1929 Der Artikel ist mit Andreas v. Zombori gezeichnet.
- O Franzerl, mein Franzerl, wie lieb` ich dich... Offener Brief an Franz Lehár zu seinem 60. Geburtstage am 30. April 1930. In: Riga am Sonntag, Nr. 136 vom 22. April 1930. Auch online einsehbar: periodika.lv/periodika2-viewer/view/index-dev.html#issue:/p_003_rias1930s01n136|issueType:P
- Auf den Spuren von Aeneas. In: Neue Zürcher Zeitung (NZZ) vom 5. Dezember 1933 (Über die Ausgrabungen des antiken Butrint in Albanien)
- Albanien im Aufstieg. In: Der Tag, 7. Dezember 1933
- Die Nationalsozialisten in Ungarn. In: Der Jungdeutsche, 14. Juni 1933
- Der Nationalsozialismus in Ungarn. In: Thüringische Staatszeitung, Donnerstag, 1. Juni 1933
- Die Neugestaltung des deutschen Theaters. In: Der Jungdeutsche, 26. April 1933
- Hundert Punkte Ungarisch. In: Der Jungdeutsche, 29. November 1932

## Musikalische Werke
- Op. 13 – Béke induló (Andor Z. Kún). Musikverlag Kálmán Nádor, Budapest 1918.
- Op. 27 - Mi kell az asszonynak. Komédia. (Text: Tibor Kalmár, Musik: Andor Z. Kún). Musikverlag Kálmán Nádor, Budapest 1919.
- Op. 27b – A valse d'amour. (Text: Gyula Dénes, Musik: Andor Z. Kún) Alba Zeneműkiadó-Vállalat, Székesfehérvár. Vertrieb Musikverlag Kálmán Nádor, Budapest 1922.
- Op. 28 – Receruca -nóta, Szöveget irta: Kalman Tibor, Zeéjet szerzette: Zombori-Kún Andor. Copyright by: Komédia Budapest 1919
- Op. 30 – Jöjj Rudi, cuki pubi. (Text: Rezső Gergely, Musik: Andor Z. Kún) für Gesang und Klavier. Musikverlag Kálmán Nádor, Budapest 1919.
- Op. 36 – Tudom … Chanson (Text: Oszkár Fehér, Musik: Andor Z. Kún). Musikverlag Kálmán Nádor, Budapest 1919.
- Op. 38 - Adjátok vissza! (Text: Oszkár Fehér, Musik: Andor Z. Kún). Musikverlag Kálmán Nádor, Budapest 1919.
- Op. 40 - Bár-nóta: A tanyám lett ez a kicsike bár. (Text: Tibor Kalmár, Musik: Andor Z. Kún) für Gesang und Klavier. Musikverlag Kálmán Nádor, Budapest 1920. Deutsche Übersetzung von Anton Ello: Freunderl komm, ich weiss eine kleine Bar!
- Op. 41 - Ninette. Dal egy párisi kislányról. (Text: György Andersen, Musik: Andor Z. Kún) Musikverlag Kálmán Nádor, Budapest 1920.
- Op. 42 - Dal az északáról. (Text: Gyula Dénes, Musik: Andor Z. Kún) Musikverlag Kálmán Nádor, Budapest 1920.
- Op. 43 – Drágám! Bár-nótá. Ragtime. (Text: Tibor Kalmár, Musik: Andor Z. Kún) Musikverlag Kálmán Nádor, Budapest 1920. Deutsche Übersetzung von Anton Ello: Darling! Eine ergötzliche Geschichte.
- Op. 50 - Az ezred indulásra kész . . .  A m. k. Mátészalkai gyalogezred indulója. (Andor Z. Kún). Musikverlag Kálmán Nádor, Budapest 1921.
- Op. 53 bis Op. 58 erschienen als Sammlung mit dem Titel: Z. Kún Andor dalai. Op. 53–58. Alba Zeneműkiadó-Vállalat, Székesfehérvár, Vertrieb Musikverlag Kálmán Nádor, Budapest 1921.
- Op. 53 Bucsú. (Text: György Andersen, Musik: Andor Z. Kún)
- Op. 54 Rejtély. (Text: Oszkár Oszkár, Musik: Andor Z. Kún)
- Op. 55 Emlékezés. (Text: Andor Z. Kún, Musik: Andor Z. Kún)
- Op. 56 Bűnhődj meg érte! (Text: Gyula Dénes, Musik: Andor Z. Kún)
- Op. 57 Fényes kirakatok. (Text: László Bródy, Musik: Andor Z. Kún)
- Op. 58 Céda-dal. (Text: Kálmán Kovács, Musik: Andor Z. Kún)
- Op. 59 Shimmy-Shomma: Pántlikás tökfödőnk fujja szellő! (Text: Imre Harmath, Musik: Andor Z. Kún). Alba Zeneműkiadó-Vállalat, Székesfehérvár, Vertrieb Musikverlag Kálmán Nádor, Budapest 1921.
- Op. 60 (?) Boszporuszi szerenád. Dal és foxtrott. (Text: Elek Erődy, Musik: Andor Z. Kún). Alba Zeneműkiadó-Vállalat, Székesfehérvár, Vertrieb Musikverlag Kálmán Nádor, Budapest 1921.
- Op. 61 Vezeklés. (Text: Gyula Dénes, Musik: Andor Z. Kún) Musikverlag Kálmán Nádor, Budapest 1922 (1921).
- Op. 62 Tempo kerület! A 7. kerületi Sportklub indulója. (Andor Kun, Berci Markstein). Kálmán Nádor, Budapest 1921.
- Op. 63 A rejtelyes tancosnó, Operett 3 felv., Könnyitett szüveges zg. – kiv. Irta: Tyrnauer Istvan. Zenéjét – reszben sajat verseire- szerzette. Budapest: Zipser-König 1923
- Op. 68 Szigeti Séták (Erdödy Elek) In: Z. Kun Andor: Dalai (Op. 36–68) Zisper és König Budapest VI Andrassy Ut. 4
- Op. 76 Walpurgisnacht (Musikdruck). Singspiel in 3 Akten (Siegfried Schmidt, André Z. Kún). Berlin: Standard Bühnenvertrieb. 1930 (37 Seiten). Der Notendruck erschien im Eigenverlag in Breslau im Jahre 1925.[32]
- Op. 85. Granada: Granada du, voll Zauberpracht. Tango für Gesang mit Pianoforte. Berlin S. 42, Oranienstr. 64–65. Fidelio Verlag, 1927.[33]

Ohne Opuszahlen
- A) Amikor az a sok czillag (Wenn das die vielen Sterne sind), Budapest: Nador Kalman 1920
- B) Die Nordpolfahrt. Operette in 3 Aufzügen. 1920.
- C) Beszéljen a papával. Filmoperette. 1922.
- D) Der pensionierte Amor: Gesangsposse. (Siegfried Schmidt, Andor Z. Kún). Libretto: Pester Druck, Budapest 1923. (Ungarisch: Ámor nyugdíjban)
- E) Die geheimnisvolle Dame. (A titokzatos asszony). Moderne Operette. 1923/24.
- F) Die Welt steht Kopf. (Tótágast áll a világ). Revue in drei Bildern. 1923/24.
- G) Das Lied der Indra. Große Operette. 1923/24.
- H) Der fahrende Sänger. Romantische Operette. 1923/24.

## Diskografische Hinweise
Der ungarische Sänger Gyula Szabó veröffentlichte 1985 Kúns Komposition Bár-nóta (Op. 40) bei Hungaroton.